# Neotoma
Neotoma (Say & Ord, 1825) è un genere di roditori della famiglia dei Cricetidi comunemente noti come ratti mercanti.

## Descrizione

### Dimensioni
Al genere Neotoma appartengono roditori di medie e grandi dimensioni, con lunghezza della testa e del corpo tra 150 e 230 mm, la lunghezza della coda tra 75 e 240 mm e un peso fino a 450 g.

### Caratteristiche craniche e dentarie
Il cranio presenta un rostro appuntito ed una regione inter-orbitale notevolmente ristretta, le creste sopra-orbitali sono solitamente ben sviluppate, le placche zigomatiche variano notevolmente tra le varie forme ma sempre troncate superiormente. I fori palatali sono lunghi e larghi, la bolla timpanica è relativamente grande. I denti masticatori hanno la corona elevata e appiattita, sono di aspetto prismatico, in maniera simile a quello delle arvicole. Il primo molare superiore ha due rientranze su ogni lato, gli altri due hanno invece una sola rientranza sul lato interno. Il primo molare inferiore ha due rientranze sul lato esterno e tre su quello interno, il secondo ha due rientranze su entrambi i lati, mentre il terzo una soltanto su ogni lato.
Sono caratterizzati dalla seguente formula dentaria:

### Aspetto
L'aspetto è quello di un robusto ratto ricoperto da una pelliccia talvolta soffice altre volte ruvida. Le parti dorsali variano dal giallo-grigiastro al grigio scuro o bruno-rossiccio mentre le parti ventrali sono bianche, giallo-brunastre o grigio chiare. Il muso è appuntito, gli occhi sono grandi. Le orecchie sono relativamente grandi. Le zampe posteriori sono grandi e lunghe, il quinto dito del piede è relativamente allungato. Le piante dei piedi in alcune specie sono densamente ricoperte di peli. La coda è lunga quanto la testa ed il corpo, può essere completamente priva di peli e rivestita di scaglie o densamente ricoperta di peli, talvolta cespugliosa. Le femmine hanno due paia di mammelle.

### Biologia

#### Comportamento
Sono costruttori di nidi. Usano materiale vegetale come ramoscelli, bastoni e altri detriti disponibili. Sono particolarmente attratti da oggetti lucenti. Una caratteristica peculiare è che se trovano qualcosa che vogliono, lasciano cadere quello che stanno attualmente trasportando, per esempio un pezzo di cactus, e lo scambiano con il nuovo oggetto. Pertanto può capitare che una persona che lascia del cibo in un posto dove uno di questi animali è riuscito a intromettersi può trovare al suo posto un mucchietto di piccoli oggetti svariati.  Questo comportamento è all'origine del loro nome comune di "ratto mercante".

### Distribuzione ed Habitat
Si tratta di roditori terricoli diffusi nell'America settentrionale, dallo Yukon fino al Messico.

## Tassonomia
Il genere comprende 22 specie.
- Sottogenere Teanopus (Merriam, 1903) - La bolla timpanica è notevolmente ingrandita.
  - Neotoma phenax
- La bolla timpanica non è eccessivamente ingrandita.
  - Sottogenere Teonoma (Gray, 1843) - La coda è cespugliosa.
    - Neotoma cinerea

  - Sottogenere Neotoma - La coda è nuda o cosparsa di pochi peli.
    - Neotoma albigula
    - Neotoma angustapalata
    - Neotoma anthonyi
    - Neotoma bryanti
    - Neotoma bunkeri
    - Neotoma chrysomelas
    - Neotoma devia
    - Neotoma floridana
    - Neotoma fuscipes
    - Neotoma goldmani
    - Neotoma lepida
    - Neotoma leucodon
    - Neotoma macrotis
    - Neotoma magister
    - Neotoma martinensis
    - Neotoma mexicana
    - Neotoma micropus
    - Neotoma nelsoni
    - Neotoma palatina
    - Neotoma stephensi